# Hérédité par mélange
La théorie de l'hérédité par mélange est une  théorie de l'hérédité, aujourd'hui[Quand ?] abandonnée, supposant que le phénotype d'un individu provienne du mélange dans certaines proportions des influences parentales. Ainsi, selon cette théorie, les caractères des parents se combinent dans la progéniture. 
Cette théorie prédominait jusqu'au début du XXe siècle, à partir de quand les travaux de Gregor Mendel furent redécouverts et popularisés (par le Néerlandais Hugo de Vries, l'Allemand Carl Erich Correns et l'Autrichien Erich von Tschermak-Seysenegg) et firent polémique[réf. nécessaire]. Le caractère mendélien de l'hérédité ne fut définitivement admis que lors de la découverte des chromosomes, support de l'hérédité, entre 1870 et 1910 et donnant la notion de gène, d'allèle et les mécanismes de la mitose et de la méiose.
Charles Darwin faisait partie de ceux qui pensaient en termes de « mélange des caractères héréditaires »[réf. nécessaire].